# Neophemula angolensis
Neophemula angolensis là một loài bướm đêm thuộc phân họ Arctiinae, họ Erebidae.